# Фогель, Георг Людвиг
Георг Людвиг Фогель (нем. Georg Ludwig Vogel; 10 июля 1788, Цюрих — 21 августа 1879, Цюрих) — швейцарский живописец, связанный с движением назарейцев в Риме.

## Биография
Георг родился в семье скромного кондитера, однако рано проявил способности к рисованию, в 1794 году начал брать уроки изобразительного искусства и, хотя ещё не принял окончательного решения стать художником, учился далее у одного из клиентов своего отца, живописца Генриха Фюсли и Ганса Якоба Эри. Ни один из них не оказал на будущего художника серьёзного влияния. В 1808 году Фогель решил поступить в Академию изобразительных искусств в Вене. На формирование художника в большей степени повлияли его одноклассники, такие как Франц Пфорр и Фридрих Овербек. Всё более неудовлетворенный академическим курсом обучения, Фогель вступил в «Союз святого Луки» (нем. Lukasbund), в последующем известный как объединение назарейцев. К 1810 году его члены почувствовали, что их «фактически исключили» из Академии, и сами подали в отставку.
В том же году Фогель, Пфорр, Овербек и Иоганн Конрад Готтингер совершили путешествие в Рим, где стали частью группы, в которую входили Бертель Торвальдсен, Йозеф Антон Кох и Петер фон Корнелиус. Вскоре Фогель написал свой первый полномасштабный холст, изображающий возвращение швейцарских войск после битвы при Моргартене. Проведя некоторое время в Неаполе, Флоренции и Милане, он вернулся домой, в Швейцарию.
Оказавшись на родине, Георг Людвиг Фогель основал студию в доме, который его отец приобрёл в Верхнем Шёненберге (ранее дом принадлежал известному писателю Иоганну Якобу Бодмеру). Затем Фогель создал серию картин, изображающих народную жизнь и историю Швейцарии; работать в этом жанре он продолжал до 1860-х годов. В 1818 году он женился на сестре художника-портретиста Давида Зульцера. У них было десять детей, но только трое пережили его. В эти годы Фогель рисовал и писал редко, время от времени совершал поездки для организации выставок, особенно в Штутгарт и Милан.
Позднее он стал покровителем швейцарского художника-историка Иоганна Каспара Босхардта, который с его помощью смог поступить в Дюссельдорфскую академию художеств.
Большинство его работ находится в частных коллекциях. Большая ретроспективная выставка произведений Георга Людвига Фогеля была проведена Цюрихским обществом художников в 1881 году.

## Галерея

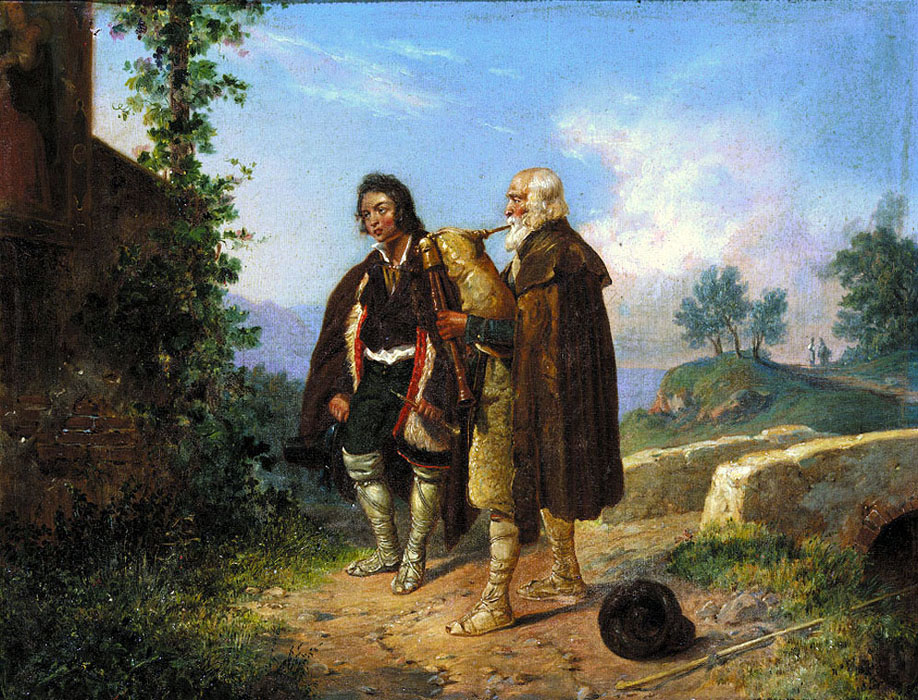
Два крестьянина. 1840-е гг. Холст, масло
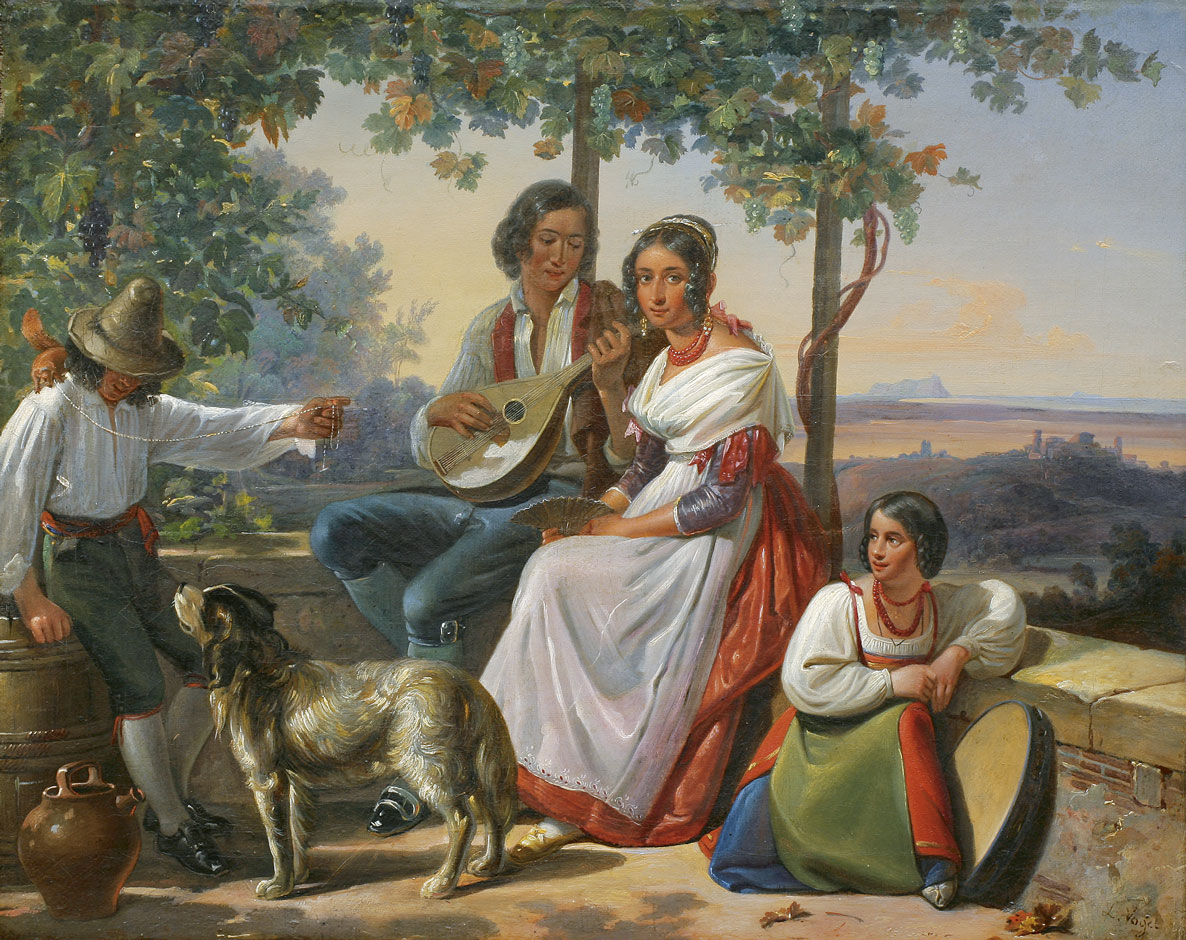
Жанровая сцена в итальянском пейзаже. 1879. Холст, масло. Художественный музей, Люцерн, Швейцария
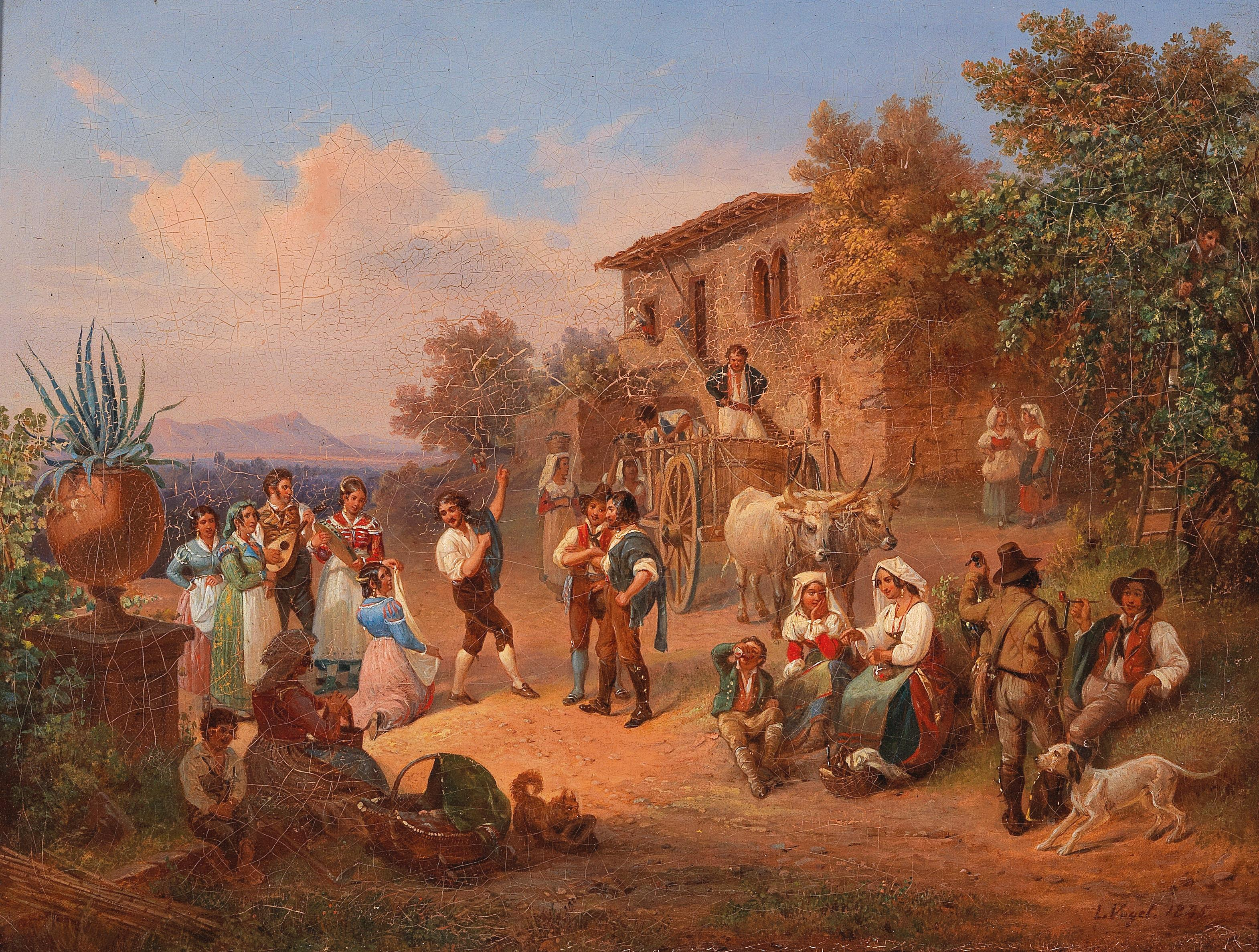
Сцена из итальянской народной жизни. 1845. Холст, масло. Частное собрание
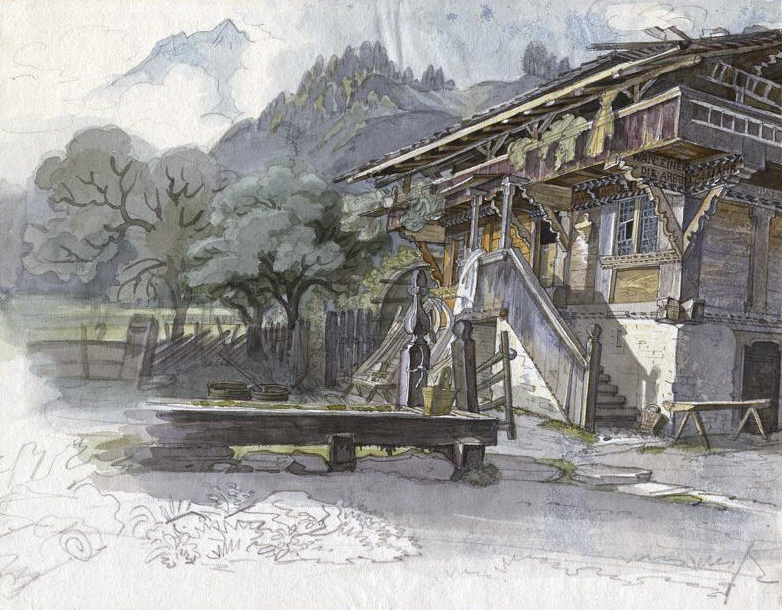
Швейцарские коврики (Haus Matten). 1817. Бумага, акварель. Швейцарский национальный музей, Цюрих
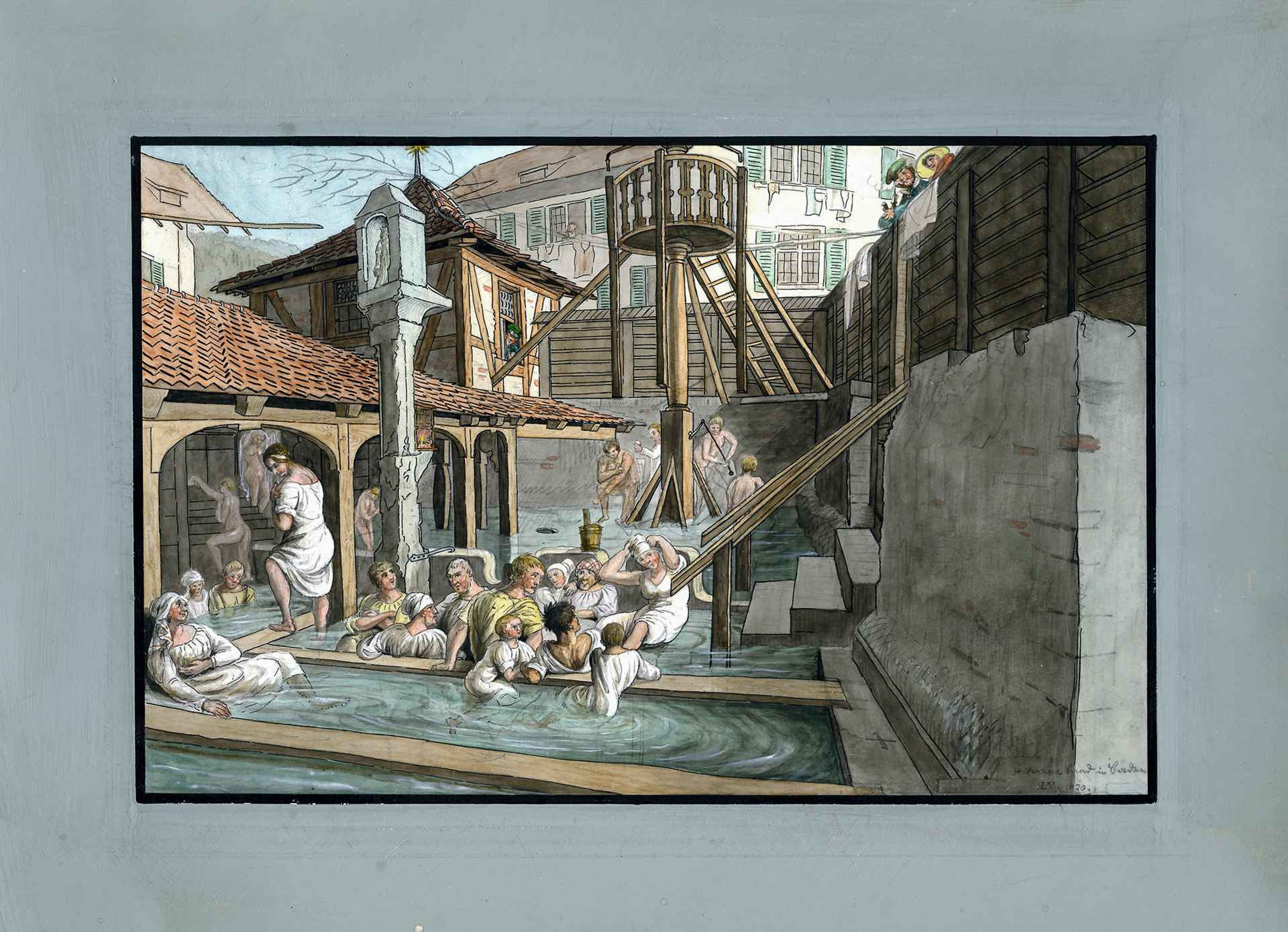
Купальня Веренабад. 1820. Бумага, акварель. Частное собрание